# تنام مرقط العنق
تنام مرقط العنق (الاسم العلمي: Rhynchotus maculicollis) هو نوع من الطيور يتبع جنس التنام منقاري من فصيلة التنامية.